# Giovanni Ghisolfi

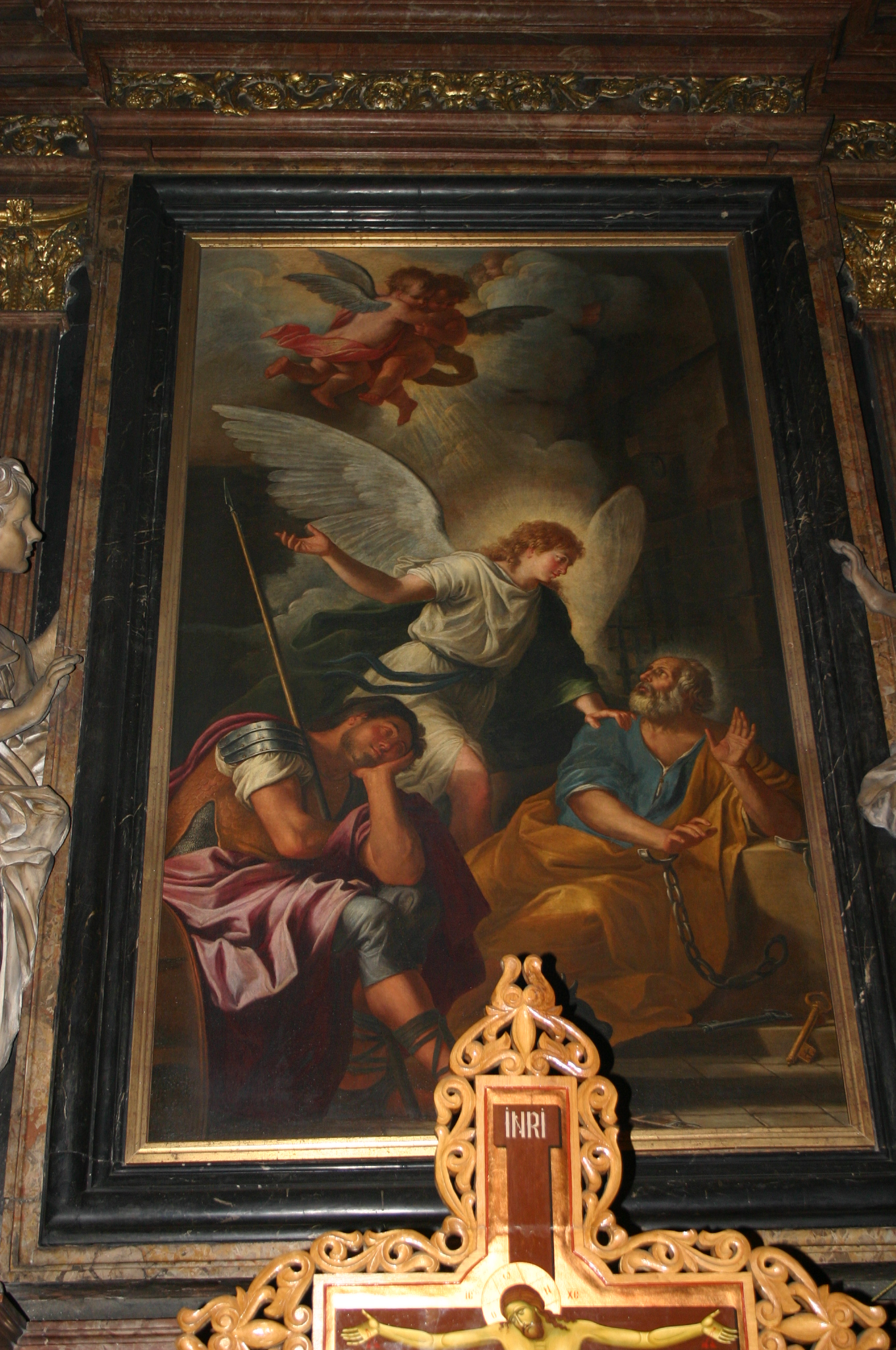
Giovanni Ghisolfi, San Pedro liberado de la prisión, Santa Maria della Vittoria, Milán

Giovanni Ghisolfi (1623 – 7 de junio de 1683) fue un pintor italiano del período barroco.
Nacido en Milán, se formó inicialmente con su tío, Antonio Volpino. A los 17 años viajó a Roma con su amigo Antonio Busca donde pintó veduta y capricci, principalmente paisajes con fragmentos arquitectónicos y ruinas.   Volverían a despertar un renovado interés con el auge del neoclasicismo a mediados y finales del siglo XVIII.
En 1661 decoró una capilla de la Cartuja de Pavía . En 1664 fue llamado a Vicenza para realizar una serie de frescos paisajísticos decorativos en el Palacio Trissino Baston y el Palacio Giustiniani Baggio. Pintó también en el Palacio Borromeo Arese de Cesano, en el Palacio Reatis de Lissone y en la cuarta capilla de los Sacri Monti y cubrió las bóvedas de la Basílica de San Vittore de Varese.
Entre sus alumnos se encontraba su sobrino, Bernardo Racchetti de Milán (1639-1702).